# Boulos Nassif Borkhoche

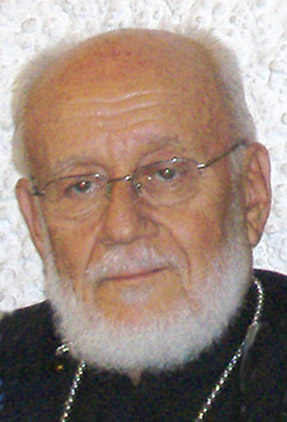
Bischof Boulos Nassif Borkhoche

Boulos Nassif Borkhoche, auch Paul Victor Borkhoche SMSP (* 7. Oktober 1932 in Joun; † 4. Februar 2021 in Harissa), war ein libanesischer Ordensgeistlicher und melkitisch griechisch-katholischer Erzbischof von Bosra und Hauran.

## Leben
Boulos Borkhoche stammt aus einer alt eingesessenen und wohlhabenden Familie in Joun. 1944 trat er in das Seminar St. Paul in Harissa ein und studierte dort und im Seminar der Heiligen Anne in Jerusalem Philosophie und Theologie. Am 14. September 1960 empfing er die Priesterweihe als Ordenspriester der Missionsgesellschaft des heiligen Paulus. Er war 14 Jahre lang in der Erzeparchie Bosra tätig. 1974 wurde er Studienpräfekt des Knabenseminars der Paulisten in Harissa. Anschließend war er Novizenkaplan und Oberer des Ordenshauses in Feytroun. 1980 wurde er Generalvikar seiner Ordensgemeinschaft.
Am 14. Juni 1983 wählte ihn die Bischofssynode der Melkitisch Griechisch-Katholischen Kirche zum Nachfolger von Erzbischof Nicolas Naaman als Erzbischof von Bosra und Hauran. Der Patriarch von Antiochien Erzbischof Maximos V. Hakim spendete ihm am 3. Juli 1983, gemeinsam mit den Mitkonsekratoren Erzbischof Habib Bacha und Erzbischof Joseph-Marie Raya, die Bischofsweihe.
Er war im Oktober 2010 Teilnehmer an der Sonderversammlung der Bischofssynode über den Nahen Osten. Als Mitkonsekrator assistierte er bei Erzbischof Nikolaki Sawaf. Am 15. September 2011 nahm Papst Benedikt XVI. seinen altersbedingten Rücktritt an.